# Haute-Garonne
Haute-Garonne (okcitansko Nauta Garona, oznaka 31) je departma v jugozahodni francoski regiji Okcitanija. Ime je dobil po reki Garonne, ki teče skozi departma. Njena prefektura in glavno mesto je Toulouse, četrto največje mesto v državi. Leta 2019 je imela 1.400.039 prebivalcev.

## Zgodovina
Departma je bil ustanovljen v času francoske revolucije 4. marca 1790 iz dela nekdanje province Languedoc.

## Geografija
Haute-Garonne (Zgornja Garona) leži na jugu regije Jug-Pireneji. Na zahodu meji na departmaja Visoke Pireneje in Gers, na severu na Tarn-et-Garonne in Tarn, na jugovzhodu na Ariège, na vzhodu na departma regije Languedoc-Roussillon Aude, medtem ko na skrajnem jugu meji na Španijo.